# 克滕平原

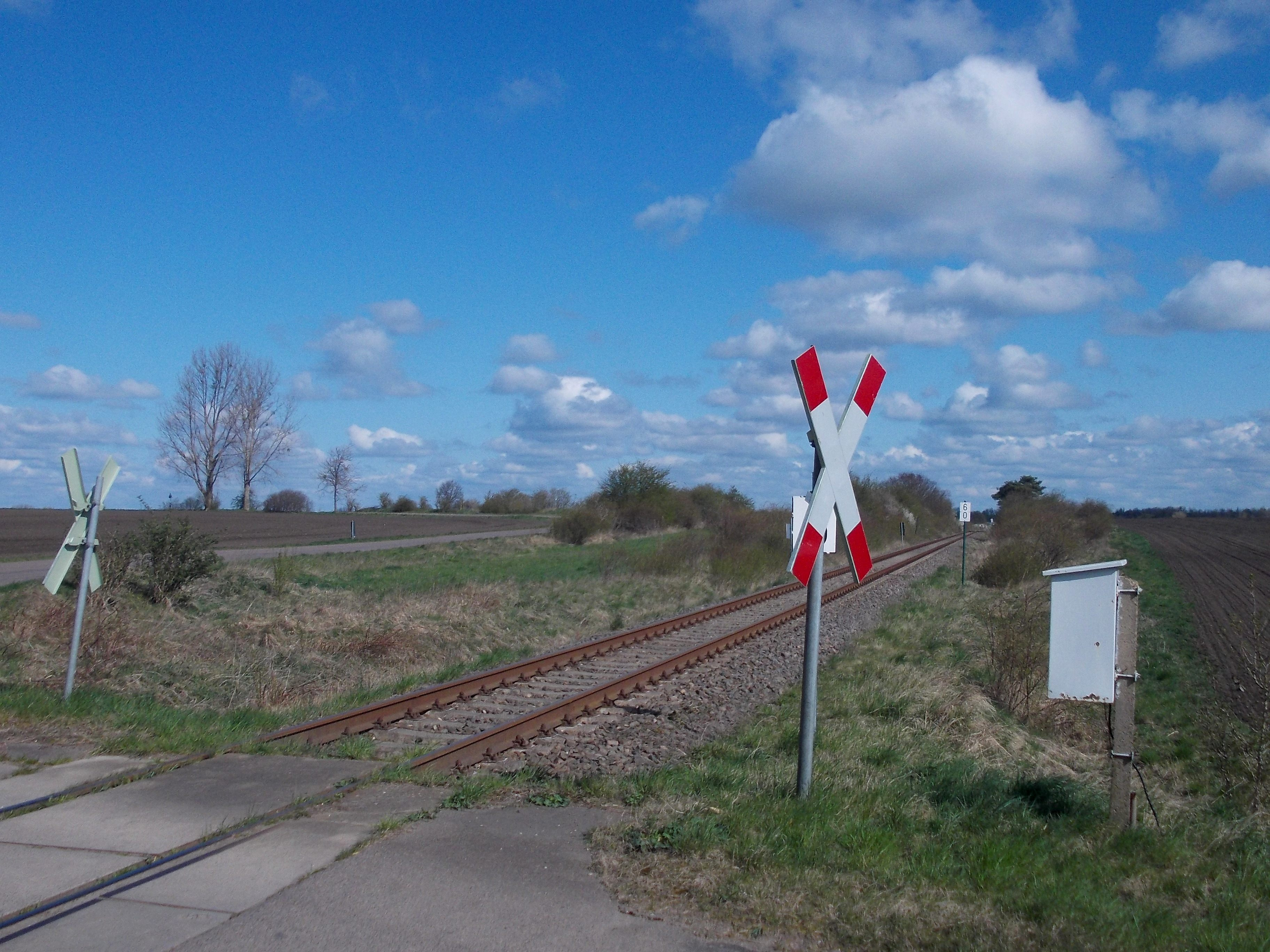
克滕平原在克滕-阿肯铁路线上

克滕平原（德语：Köthener Ebene）是德国萨克森-安哈尔特州的一个自然区。赋予其名的城市克滕位于这个面积约559平方（216平方英里）的地区的中心地带。 

## 延伸阅读
- Landschaftssteckbrief des Bundesamtes für Naturschutz (archivierte Version)